# 解放日 (保加利亞)

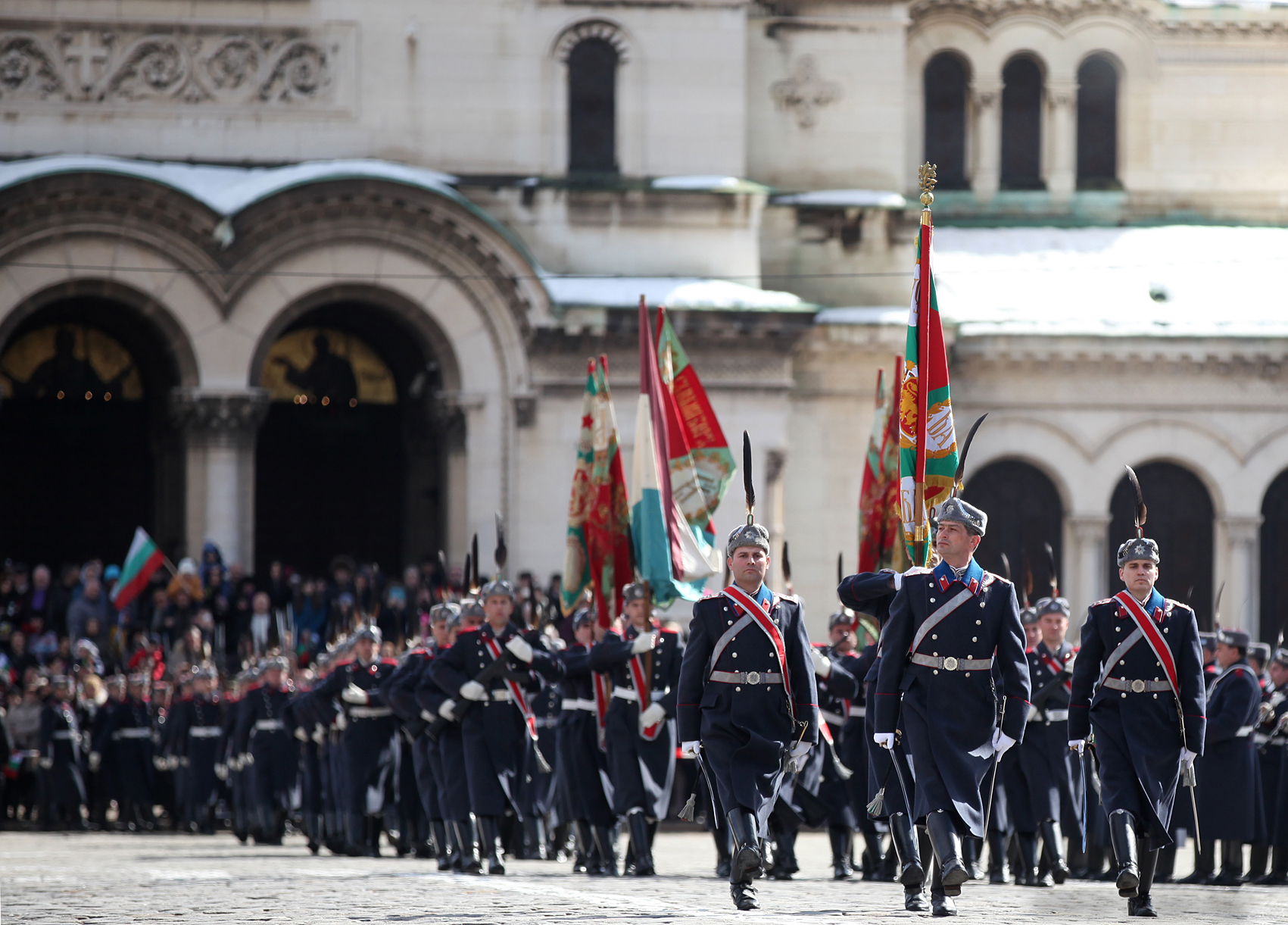
保加利亚国民警卫隊于2018年3 月3日在索非亚游行

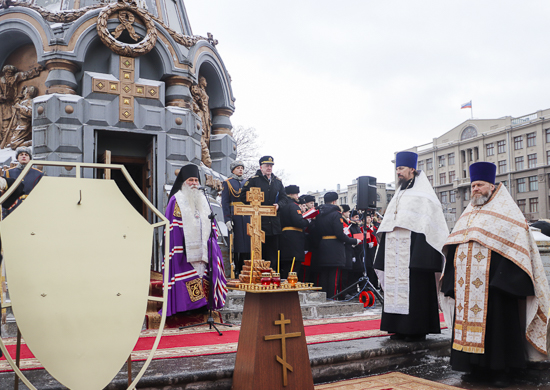
2019年3月在莫斯科举行的俄罗斯正教会解放日庆祝活动

解放日，正式名称为保加利亚从奥斯曼帝国解放日 於每年的3月3日在保加利亚庆祝。該日期設立的目的是纪念在俄土戰爭期間保加利亞從奧斯曼土耳其帝國的統治下獨立。该战争結束後，保加利亚獨立建國。1878年3月3日，奥斯曼帝国簽署聖斯特凡諾條約，承認保加利亞獨立。 1888年，在保加利亞獨立10周年之际，保加利亞親王國正式将这一天指定为解放日。1978年开始，該節日才在全国范围内庆祝。1990年2月27日，該日期被定为法定假日，自當年3月5日起施行。